# Sepp Huter
Josef „Sepp“ Huter (* 23. Oktober 1929 in Kals am Großglockner; † 15. März 2001 ebenda) war ein österreichischer Kapellmeister und Komponist.

## Leben
Sepp Huter wurde als sechstes von neun Kindern einer Bergbauernfamilie in Oberlesach geboren. Großteils autodidaktisch erlernte er Mundharmonika, Gitarre, Blockflöte, Okarina, Klarinette, Querflöte, Saxophon, Trompete und Flügelhorn. Das Angebot Willi Boskovskys, ihm ein Studium an der Musikakademie in Wien zu ermöglichen, nahm er nicht an. 1946 gründete er die Tanzkapelle Die lustigen Lesacher, die später in Großglocknerkapelle Kals umbenannt wurde. Ab 1947 spielte er in der Kalser Musikkapelle, die er von 1949 bis 1994 auch leitete. Daneben war er 15 Jahre lang als Bezirkskapellmeister tätig. Hauptberuflich arbeitete er zunächst auf dem elterlichen Bauernhof mit, Anfang der 1950er Jahre wurde er Gemeindekassier in Kals. 1963 heiratete er Hilde Pargger.
Huter komponierte rund 600 Werke, vor allem Märsche mit Gesang, Polkas, Walzer und Ländler. Er nahm 20 Tonträger auf. Viele Stücke schrieb er für die kleine Besetzung (zwei Flügelhörner, Klarinette, Posaune, Basstuba, Harfe und/oder Akkordeon), in der er selbst häufig Flügelhorn spielte. Der 2006 von seiner Tochter gegründete Huter Musikverlag und der Verein Kalser Glocknerklänge bemühen sich um Erhalt und Verbreitung von Huters Werken.

## Ehrungen
- Verdienstmedaille des Landes Tirol, 1976
- Ehrenring des Landesverbandes der Tiroler Blasmusikkapellen
- Goldmedaille des Österreichischen Blasmusikverbandes

## Werke (Auswahl)
- Meine Heimat ist Tirol, Marsch, 1949
- O mein Tirol, Marsch, 1951
- Musikantenleben, Polka, 1951
- Der Posaunen-Lois, Polka, 1959
- Prost meine Herrn, Polka, 1960
- Frohes Gemüt, Walzer, 1962
- Mein schönes Land Tirol, Marsch, 1970
- Immer fidel, Walzer, 1971
- Du schöne Heimat, Walzer, 1972
- Großglockner Jubiläumsmarsch, Marsch, 1976
- Schloss-Heinfels-Marsch, Marsch, 1976
- Im Bergdörfl, Ländler, 1978
- Kalser Kirchtagsländler, Ländler, 1979
- Mein Kalsertal, Marsch, 1983